# Ćana
Stanojka Mitrović (rođ. Bodiroža; Gornja Tramošnja, 28. mart 1968), poznatija kao Ćana, bosanskohercegovačka je i srpska pevačica.

## Biografija
Bodiroža je rođena 28. marta 1968. godine u selu Gornja Tramošnja kod Sanskog Mosta. Osnovnu školu završila je u mestu Tomina, a srednju poljoprivredno-tehničku školu (opšti smer) u Sanskom Mostu. Pevanjem je počela da se bavi još u osnovnoj školi, gde se uvek izdvajala na „poseban” način zbog boje glasa i načina pevanja. Nastupila je na mnogim priredbama i manifestacijama.
Prvi profesionalni angažman započela je kao 19-godišnjakinja u Subotici u restoranu „Beograd”. Godine 1989. iz Titograda sa KUD-om odlazi na turneju: Belgija, Švedska, Danska i dr. zemlje, gde ostavlja utisak kod publike i pravi poslovne kontakte za kasnije. Godine 1992. odlazi u Kanadu (Toronto), a posle kreće na evropsku turneju.
Godine 1998. u periodu od januara do maja završila je svoj prvi CD pod naslovom Nadam ti se. Iste godine je na festivalu Moravski biseri dobila prvu nagradu publike za izvođenje pesme Kazni se sam.
Uspeh prvim CD-om otvorio joj je uspešnu putanju u muzici i medijima; 2000. godine ostvarila je saradnju sa Sinovima Manjače (snimili su pesmu Brat i sestra).
Dana 20. oktobra 2001. godine, Stanojka Bodiroža se udala za Dragana Mitrovića Relju. Iste godine se iz Doboja sa mužem Reljom preselila u Beograd i 2002. godine postala zvanično Beograđanka (dobivši državljanstvo Republike Srbije); osvojila je još jednu nagradu na Zlatnom melosu. Ćana i Relja 2003. godine, istog dana i meseca kada su ovekovečili svoju ljubav, dobili su sina Luku.

## Diskografija
- Nadam ti se (1998)
- Pomozi mi (2000)
- Imam dokaz (2002)
- Nedostižna meta (2004)
- Dođi, sine (2007)
- Mostovi (2010)

## Festivali
- 1998. Moravski biseri — Stidi se, stidi (Veče novih zvezda), prva nagrada publike
- 2008. Moravski biseri — Božić, pobednička pesma
- 2011. Lira, festival nove narodne pesme — Rođena u znaku čekanja, nagrada za scenski nastup
- 2012. Moravski biseri — Teške godine, pobednička pesma
- 2021. Moravski biseri — Teške godine / Nad izvorom vrba se nadnela